# Sweet Child O' Mine
„Sweet Child O' Mine” este un single extras de pe albumul Appetite For Destruction, fiind cel mai de succes al celor de la Guns N' Roses.